# Chorwacja na Letnich Igrzyskach Olimpijskich 2012
Chorwację na Letnich Igrzyskach Olimpijskich 2012 reprezentowało 107 zawodników: 64 mężczyzn i 43 kobiety. Był to szósty start reprezentacji Chorwacji na letnich igrzyskach olimpijskich. Reprezentanci Chorwacji zdobyli 6 medali co było najlepszym dotychczasowym wynikiem w historii startów Chorwatów na letnich igrzyskach olimpijskich.

## Zdobyte medale
| Medal  | Zawodnik | Dyscyplina    | Konkurencja               | Rezultat                                                   |
| ------ | --- | ------------- | ------------------------- | ---------------------------------------------------------- |
| Złoto  | Sandra Perković | Lekkoatletyka | rzut dyskiem kobiet       | 68,11 m                                                    |
| Złoto  | Josip Pavić, Damir Burić, Miho Bošković, Nikša Dobud, Maro Joković, Ivan Buljubašić, Petar Muslim, Andro Bušlje, Sandro Sukno, Samir Barač, Igor Hinić, Paulo Obradović, Frano Vićan                                      | Piłka wodna   | turniej mężczyzn          | w finale pokonali zespół Włoch 8:6                         |
| Złoto  | Giovanni Cernogoraz | Strzelectwo   | trap mężczyzn             | 146 pkt                                                    |
| Srebro | David Šain, Martin Sinković, Damir Martin, Valent Sinković | Wioślarstwo   | czwórka podwójna mężczyzn | 5:44,78 min                                                |
| Brąz   | Venio Losert, Ivano Balić, Domagoj Duvnjak, Blaženko Lacković, Marko Kopljar, Igor Vori, Jakov Gojun, Zlatko Horvat, Drago Vuković, Damir Bičanić, Denis Buntić, Mirko Alilović, Manuel Štrlek, Ivan Čupić, Ivan Ninčević | Piłka ręczna  | turniej mężczyzn          | w meczu o brązowy medal pokonali zespół Węgier 33:26       |
| Brąz   | Lucija Zaninović | Taekwondo     | waga do 49 kg kobiet      | w walce o brązowy medal pokonała Meksykankę Jannet Alegría |

## Skład kadry

### Gimnastyka
Mężczyźni
| Zawodnik  | Konkurencje            | Konkurencje            | Konkurencje     | Konkurencje     | Konkurencje                 | Konkurencje                 | Konkurencje          | Konkurencje          | Konkurencje            | Konkurencje            | Konkurencje         | Konkurencje         | Konkurencje | Konkurencje | Konkurencje        | Konkurencje        |
| Zawodnik  | Wielobój indywidualnie | Wielobój indywidualnie | Ćwiczenia wolne | Ćwiczenia wolne | Ćwiczenia na koniu z łękami | Ćwiczenia na koniu z łękami | Ćwiczenia na kółkach | Ćwiczenia na kółkach | Ćwiczenia na poręczach | Ćwiczenia na poręczach | Ćwiczenia na drążku | Ćwiczenia na drążku | Skoki       | Skoki       | Wielobój drużynowy | Wielobój drużynowy |
| Zawodnik  | Wynik                  | Pozycja                | Wynik           | Pozycja         | Wynik                       | Pozycja                     | Wynik                | Pozycja              | Wynik                  | Pozycja                | Wynik               | Pozycja             | Wynik       | Pozycja     | Wynik              | Pozycja            |
| --------- | ---------------------- | ---------------------- | --------------- | --------------- | --------------------------- | --------------------------- | -------------------- | -------------------- | ---------------------- | ---------------------- | ------------------- | ------------------- | ----------- | ----------- | ------------------ | ------------------ |
| Filip Ude |                        |                        |                 |                 | 13,933                      | 32.                         |                      |                      |                        |                        |                     |                     |             |             |                    |                    |

Kobiety
| Zawodniczka | Wynik                  | Wynik                  | Wynik           | Wynik           | Wynik                  | Wynik                  | Wynik                   | Wynik                   | Wynik  | Wynik   | Wynik              | Wynik              |
| Zawodniczka | Wielobój indywidualnie | Wielobój indywidualnie | Ćwiczenia wolne | Ćwiczenia wolne | Ćwiczenia na poręczach | Ćwiczenia na poręczach | Ćwiczenia na równoważni | Ćwiczenia na równoważni | Skoki  | Skoki   | Wielobój drużynowy | Wielobój drużynowy |
| Zawodniczka | Wynik                  | Pozycja                | Wynik           | Pozycja         | Wynik                  | Pozycja                | Wynik                   | Pozycja                 | Wynik  | Pozycja | Wynik              | Pozycja            |
| ----------- | ---------------------- | ---------------------- | --------------- | --------------- | ---------------------- | ---------------------- | ----------------------- | ----------------------- | ------ | ------- | ------------------ | ------------------ |
| Tina Erceg  | 52,065                 | 40.                    | 13,466          | 41.             | 12,833                 | 58.                    | 12,266                  | 60.                     | 13,516 | 14.     |                    |                    |

### Judo
Mężczyźni
| Zawodnik             | Konkurencja | 1/32             | 1/16                              | 1/8              | Ćwierćfinał      | Półfinał         | Pierwsza runda repasaży | Półfinał repasaży | Finał            | Finał   |
| Zawodnik             | Konkurencja | Przeciwnik Wynik | Przeciwnik Wynik                  | Przeciwnik Wynik | Przeciwnik Wynik | Przeciwnik Wynik | Przeciwnik Wynik        | Przeciwnik Wynik  | Przeciwnik Wynik | Pozycja |
| -------------------- | ----------- | ---------------- | --------------------------------- | ---------------- | ---------------- | ---------------- | ----------------------- | ----------------- | ---------------- | ------- |
| Tomislav Marijanović | −81 kg      |                  | Awtandil Czrikiszwili 0001 – 0100 |                  |                  |                  |                         |                   |                  | 17.     |

Kobiety
| Zawodniczka       | Konkurencja | 1/16                | 1/8                    | Ćwierćfinał         | Półfinał            | Pierwsza runda repasaży | Półfinał repasaży   | Finał               | Finał   |
| Zawodniczka       | Konkurencja | Przeciwniczka Wynik | Przeciwniczka Wynik    | Przeciwniczka Wynik | Przeciwniczka Wynik | Przeciwniczka Wynik     | Przeciwniczka Wynik | Przeciwniczka Wynik | Pozycja |
| ----------------- | ----------- | ------------------- | ---------------------- | ------------------- | ------------------- | ----------------------- | ------------------- | ------------------- | ------- |
| Marijana Mišković | – 63 kg     |                     | Yoshie Ueno 0000- 0010 |                     |                     |                         |                     |                     | 9.      |

### Kajakarstwo górskie
Mężczyźni
| Zawodnik    | Konkurencja | Eliminacje | Eliminacje | Eliminacje | Eliminacje | Eliminacje | Eliminacje | Półfinały | Półfinały | Finał | Finał   | Pozycja |
| Zawodnik    | Konkurencja | P 1        | M.         | P 2        | M.         | Razem      | M.         | Czas      | Miejsce   | Czas  | Miejsce | Pozycja |
| ----------- | ----------- | ---------- | ---------- | ---------- | ---------- | ---------- | ---------- | --------- | --------- | ----- | ------- | ------- |
| Dinko Mulić | K-1         | 293,58     | 22.        | 143,28     | 20.        | 143,28     | 22.        |           |           |       |         | 22.     |

### Kolarstwo

#### Kolarstwo szosowe
| Zawodnik          | Konkurencja                    | Czas    | Pozycja |
| ----------------- | ------------------------------ | ------- | ------- |
| Radoslav Rogina   | wyścig ze startu wspólnego (m) | 5:46:37 | 41.     |
| Kristijan Đurasek | wyścig ze startu wspólnego (m) | 5:46:37 | 68.     |

### Koszykówka
Turniej kobiet
- Reprezentacja kobiet

| - Sandra Mandir - Andja Jelavić - Antonija Mišura - Lisa Ann Karčić - Emanuela Salopek - Marija Vrsaljko |  | - Iva Ciglar - Ana Lelas - Iva Slišković - Mirna Mazić - Luca Ivanković - Jelena Ivezić |

Grupa A
| Drużyna           | Pkt | M | W | P | Pkt zdobyte | Pkt stracone | Bilans |
| ----------------- | --- | - | - | - | ----------- | ------------ | ------ |
| Stany Zjednoczone | 10  | 5 | 5 | 0 | 462         | 279          | 183    |
| Turcja            | 9   | 5 | 4 | 1 | 343         | 316          | 27     |
| Chiny             | 8   | 5 | 3 | 2 | 346         | 363          | −17    |
| Czechy            | 6   | 5 | 2 | 3 | 346         | 332          | 14     |
| Chorwacja         | 6   | 5 | 1 | 4 | 324         | 379          | −55    |
| Angola            | 5   | 5 | 0 | 5 | 243         | 395          | −152   |

28 lipca 2012
| Stany Zjednoczone | 81:56 | Chorwacja |

30 lipca 2012
| Chorwacja | 58:83 | Chiny |

1 sierpnia 2012
| Chorwacja | 70:89 | Czechy |

3 sierpnia 2012
| Angola | 56:75 | Chorwacja |

5 sierpnia 2012
| Chorwacja | 65:70 | Turcja |

### Lekkoatletyka
Mężczyźni
Konkurencje techniczne
| Zawodnik           | Konkurencja    | Kwalifikacje | Kwalifikacje | Finał | Finał   |
| Zawodnik           | Konkurencja    | Wynik        | Miejsce      | Wynik | Miejsce |
| ------------------ | -------------- | ------------ | ------------ | ----- | ------- |
| Martin Marić       | rzut dyskiem   | 62,87        | 17.          |       |         |
| Roland Varga       | rzut dyskiem   | 58,17        | 41.          |       |         |
| Nedžad Mulabegović | pchnięcie kulą | 19,86        | 18.          |       |         |
| Andraš Haklić      | rzut młotem    | 70,61        | 30.          |       |         |
| Ivan Horvat        | skok o tyczce  | 5,35         | 20.          |       |         |

Kobiety
Konkurencje biegowe
| Zawodnik        | Konkurencja        | Eliminacje | Eliminacje | Ćwierćfinał | Ćwierćfinał | Półfinał | Półfinał | Finał   | Finał   |
| Zawodnik        | Konkurencja        | Wynik      | Miejsce    | Wynik       | Miejsce     | Wynik    | Miejsce  | Wynik   | Miejsce |
| --------------- | ------------------ | ---------- | ---------- | ----------- | ----------- | -------- | -------- | ------- | ------- |
| Lisa Stublić    | maraton            |            |            |             |             |          |          | 2:34:03 | 52.     |
| Nikolina Horvat | 400 m przez płotki | 58,49      | 8.         |             |             |          |          |         |         |

Konkurencje techniczne
| Zawodniczka     | Konkurencja  | Kwalifikacje | Kwalifikacje | Finał | Finał   |
| Zawodniczka     | Konkurencja  | Wynik        | Miejsce      | Wynik | Miejsce |
| --------------- | ------------ | ------------ | ------------ | ----- | ------- |
| Ana Šimić       | skok wzwyż   | 1,80         | 29.          |       |         |
| Sandra Perković | rzut dyskiem | 65,74        | 3.           | 68,11 | złoto   |

### Piłka ręczna
Turniej kobiet
- Reprezentacja kobiet

| - Jelena Grubišić - Ivana Jelčić - Miranda Tatari - Dijana Jovetić - Andrea Šerić - Anita Gaće - Nikica Pušić Koroljević |  | - Lidija Horvat - Kristina Franić - Andrea Penezić - Ivana Lovrić - Maja Zebić - Vesna Milanović Litre - Sonja Bašić |

Grupa A
| Drużyna         | M | W | R | P | G+  | G-  | G=  | Pkt |
| --------------- | - | - | - | - | --- | --- | --- | --- |
| Brazylia        | 5 | 4 | 0 | 1 | 137 | 122 | 15  | 8   |
| Chorwacja       | 5 | 4 | 0 | 1 | 145 | 115 | 30  | 8   |
| Rosja           | 5 | 3 | 1 | 1 | 151 | 125 | 26  | 7   |
| Czarnogóra      | 5 | 2 | 1 | 2 | 137 | 123 | 14  | 5   |
| Angola          | 5 | 1 | 0 | 4 | 132 | 142 | −10 | 2   |
| Wielka Brytania | 5 | 0 | 0 | 5 | 91  | 166 | −75 | 0   |

28 lipca 2012
| Chorwacja | 23:24 | Brazylia |

30 lipca 2012
| Angola | 23:28 | Chorwacja |

1 sierpnia 2012
| Rosja | 28:30 | Chorwacja |

3 sierpnia 2012
| Chorwacja | 27:26 | Czarnogóra |

5 sierpnia 2012
| Chorwacja | 37:14 | Wielka Brytania |

#### Ćwierćfinał
7 sierpnia 2012
| Chorwacja | 22:25 | Hiszpania |

Turniej mężczyzn
- Reprezentacja mężczyzn

| - Venio Losert - Ivano Balić - Domagoj Duvnjak - Blaženko Lacković - Marko Kopljar - Igor Vori - Jakov Gojun |  | - Zlatko Horvat - Drago Vuković - Damir Bičanić - Denis Buntić - Mirko Alilović - Manuel Štrlek - Ivan Čupić - Ivan Ninčević |

Grupa A
| Drużyna          | M | W | R | P | G+  | G-  | G=  | Pkt |
| ---------------- | - | - | - | - | --- | --- | --- | --- |
| Chorwacja        | 5 | 5 | 0 | 0 | 150 | 109 | 41  | 10  |
| Dania            | 5 | 4 | 0 | 1 | 124 | 129 | −5  | 8   |
| Hiszpania        | 5 | 3 | 0 | 2 | 140 | 126 | 14  | 6   |
| Węgry            | 5 | 2 | 0 | 3 | 114 | 128 | −14 | 4   |
| Serbia           | 5 | 1 | 0 | 4 | 120 | 131 | −11 | 2   |
| Korea Południowa | 5 | 0 | 0 | 5 | 115 | 140 | −25 | 0   |

29 lipca 2012
| Chorwacja | 31:21 | Korea Południowa |

31 lipca 2012
| Serbia | 23:31 | Chorwacja |

2 sierpnia 2012
| Chorwacja | 26:19 | Węgry |

4 sierpnia 2012
| Chorwacja | 32:21 | Dania |

6 sierpnia 2012
| Hiszpania | 25:30 | Chorwacja |

#### Półfinał
8 sierpnia 2012
| Chorwacja | 23:25 | Tunezja |

#### Finał
10 sierpnia 2012
| Francja | 25:22 | Chorwacja |

#### Mecz o 3. miejsce
12 sierpnia 2012
| Węgry | 26:33 | Chorwacja |

### Piłka wodna
Turniej mężczyzn
- Reprezentacja mężczyzn

| - Josip Pavić - Damir Burić - Miho Bošković - Nikša Dobud - Maro Joković - Ivan Buljubašić - Petar Muslim |  | - Andro Bušlje - Sandro Sukno - Samir Barač - Igor Hinić - Paulo Obradović - Frano Vićan |

Grupa A
| Drużyna    | M | W | R | P | G+ | G- | G=  | Pkt |
| ---------- | - | - | - | - | -- | -- | --- | --- |
| Chorwacja  | 5 | 5 | 0 | 0 | 50 | 29 | 21  | 10  |
| Włochy     | 5 | 3 | 1 | 1 | 40 | 36 | 4   | 7   |
| Hiszpania  | 5 | 3 | 0 | 2 | 52 | 42 | 10  | 6   |
| Australia  | 5 | 2 | 0 | 3 | 40 | 44 | −4  | 4   |
| Grecja     | 5 | 1 | 1 | 3 | 41 | 43 | −2  | 3   |
| Kazachstan | 5 | 0 | 0 | 5 | 24 | 53 | −29 | 0   |

29 lipca 2012
| Grecja | 6:8 | Chorwacja |

31 lipca 2012
| Chorwacja | 8:7 | Hiszpania |

2 sierpnia 2012
| Włochy | 6:11 | Chorwacja |

4 sierpnia 2012
| Chorwacja | 11:6 | Australia |

6 sierpnia 2012
| Kazachstan | 4:12 | Chorwacja |

#### Ćwierćfinał
8 sierpnia 2012
| Chorwacja | 8:2 | Stany Zjednoczone |

#### Półfinał
10 sierpnia 2012
| Chorwacja | 7:5 | Czarnogóra |

#### Finał
12 sierpnia 2012
| Chorwacja | 8:6 | Włochy |

### Pływanie
Mężczyźni
| Zawodnik        | Konkurencja  | Eliminacje | Eliminacje | Półfinał | Półfinał | Finał | Finał   |
| Zawodnik        | Konkurencja  | Czas       | Miejsce    | Czas     | Miejsce  | Czas  | Miejsce |
| --------------- | ------------ | ---------- | ---------- | -------- | -------- | ----- | ------- |
| Mario Todorović | 50m dowolnym | 22,75      | 28.        |          |          |       |         |

Kobiety
| Zawodniczka        | Konkurencja      | Eliminacje | Eliminacje | Półfinał | Półfinał | Finał     | Finał   |
| Zawodniczka        | Konkurencja      | Czas       | Miejsce    | Czas     | Miejsce  | Czas      | Miejsce |
| ------------------ | ---------------- | ---------- | ---------- | -------- | -------- | --------- | ------- |
| Sanja Jovanović    | 100m grzbietowym | 1:03,38    | 36.        |          |          |           |         |
| Karla Šitić        | 10 km            |            |            |          |          | 1:58:54,7 | 12.     |
| Kim Daniela Pavlin | 200m grzbietowym | 2:15,67    | 33.        |          |          |           |         |
| Kim Daniela Pavlin | 200m zmiennym    | 2:17,17    | 30.        |          |          |           |         |

### Strzelectwo
Mężczyźni
| Zawodnik            | Konkurencja   | Kwalifikacje | Kwalifikacje | Finał | Finał   |
| Zawodnik            | Konkurencja   | Wynik        | Pozycja      | Wynik | Pozycja |
| ------------------- | ------------- | ------------ | ------------ | ----- | ------- |
| Bojan Đurković      | kdw 3x40      | 1152         | 35.          |       |         |
| Bojan Đurković      | kdw 60l       | 595          | 8.           | 698,0 | 7.      |
| Bojan Đurković      | ppn 60        | 590          | 42.          |       |         |
| Petar Gorša         | ppn 60        | 586          | 43.          |       |         |
| Giovanni Cernogoraz | trap          | 122          | 6.           | 146   | złoto   |
| Anton Glasnović     | trap          | 122          | 5.           | 143   | 6.      |
| Anton Glasnović     | trap podwójny | 114          | 23.          |       |         |

Kobiety
| Zawodnik        | Konkurencja | Kwalifikacje | Kwalifikacje | Finał | Finał   |
| Zawodnik        | Konkurencja | Wynik        | Pozycja      | Wynik | Pozycja |
| --------------- | ----------- | ------------ | ------------ | ----- | ------- |
| Snježana Pejčić | kpn 60      | 395          | 18.          |       |         |
| Snježana Pejčić | ksp 3x20    | 584          | 6.           | 681,9 | 5.      |

### Szermierka
Mężczyźni
| Zawodnik        | Konkurencja          | 1/32               | 1/16             | 1/8              | Ćwierćfinały     | Miejsca 5-8.     | Półfinały        | Mecz o 5. miejsce | Finał            | Finał   |
| Zawodnik        | Konkurencja          | Przeciwnik Wynik   | Przeciwnik Wynik | Przeciwnik Wynik | Przeciwnik Wynik | Przeciwnik Wynik | Przeciwnik Wynik | Przeciwnik Wynik  | Przeciwnik Wynik | Pozycja |
| --------------- | -------------------- | ------------------ | ---------------- | ---------------- | ---------------- | ---------------- | ---------------- | ----------------- | ---------------- | ------- |
| Bojan Jovanović | floret indywidualnie | Daniel Gómez 14-15 |                  |                  |                  |                  |                  |                   |                  | 33.     |

### Taekwondo
Kobiety
| Zawodnik         | Konkurencja | 1/8               | Ćwierćfinał           | Półfinał         | Repesaż 1        | Repesaż 2               | Finał            | Finał   |
| Zawodnik         | Konkurencja | Przeciwnik Wynik  | Przeciwnik Wynik      | Przeciwnik Wynik | Przeciwnik Wynik | Przeciwnik Wynik        | Przeciwnik Wynik | Pozycja |
| ---------------- | ----------- | ----------------- | --------------------- | ---------------- | ---------------- | ----------------------- | ---------------- | ------- |
| Lucija Zaninović | -49 kg      | Seulki Kang 14-0  | carola Rodríguez 13-4 | Wu Jingyu 7-19   |                  | Jannet Alegría 5(SDP)-5 |                  | brąz    |
| Ana Zaninović    | -57 kg      | Mayu Hamada 11-14 |                       |                  |                  |                         |                  | 11.     |

### Tenis stołowy
| Zawodnik        | Konkurencja        | Eliminacje       | Runda 1                                      | Runda 2                                                          | Runda 3                                                            | 1/8 finału                                                | Ćwierćfinały     | Półfinały        | Finał            | Finał   |
| Zawodnik        | Konkurencja        | Przeciwnik Wynik | Przeciwnik Wynik                             | Przeciwnik Wynik                                                 | Przeciwnik Wynik                                                   | Przeciwnik Wynik                                          | Przeciwnik Wynik | Przeciwnik Wynik | Przeciwnik Wynik | Pozycja |
| --------------- | ------------------ | ---------------- | -------------------------------------------- | ---------------------------------------------------------------- | ------------------------------------------------------------------ | --------------------------------------------------------- | ---------------- | ---------------- | ---------------- | ------- |
| Andrej Gaćina   | gra pojedyncza (m) |                  |                                              | Jörgen Persson 4-0 (11:5, 11:6, 11:7, 11:4)                      | Aleksander Szibajew 4-3 (11:6, 11:7, 9:11, 11:8, 8:11, 9:11, 11:8) | Chuang Chih-yuan 2-4 (8:11, 5:11, 4:11, 11:7, 11:3, 5:11) |                  |                  |                  | 9.      |
| Zoran Primorac  | gra pojedyncza (m) |                  |                                              | El-sayed Lashin 3-4 (6:11, 11:8, 10:12, 11:5, 12:10, 9:11, 8:11) |                                                                    |                                                           |                  |                  |                  | 33.     |
| Cornelia Molnar | gra pojedyncza (k) |                  | Lily Zhang 4-0 (11:6, 11:8, 11:7, 11:5)      | Kim Jong 1-4 (9:11, 11;9, 6:11, 4:11, 8:11)                      |                                                                    |                                                           |                  |                  |                  | 33.     |
| Tian Yuan       | gra pojedyncza (k) |                  | Berta Rodríguez 4-0 (11:6, 11:6, 11:7, 11:7) | Georgina Póta 1-4 (13:11, 4:11, 2:11, 10:12, 2:11)               |                                                                    |                                                           |                  |                  |                  | 33.     |

### Tenis ziemny
Mężczyźni
| Zawodnik               | Konkurencja | 1/32                           | 1/16                                           | 1/8                                       | Ćwierćfinały                          | Półfinały        | Finał            | Finał         |
| Zawodnik               | Konkurencja | Przeciwnik Wynik               | Przeciwnik Wynik                               | Przeciwnik Wynik                          | Przeciwnik Wynik                      | Przeciwnik Wynik | Przeciwnik Wynik | Pozycja       |
| ---------------------- | ----------- | ------------------------------ | ---------------------------------------------- | ----------------------------------------- | ------------------------------------- | ---------------- | ---------------- | ------------- |
| Marin Čilić            | singel      | Jürgen Melzer 7:6(5), 6:2      | Lleyton Hewitt 4:6, 5:7                        | → Nie awansował                           | → Nie awansował                       | → Nie awansował  | → Nie awansował  | Miejsca 17-32 |
| Ivan Dodig             | singel      | Juan Martín del Potro 4:6, 1:6 | → Nie awansował                                | → Nie awansował                           | → Nie awansował                       | → Nie awansował  | → Nie awansował  | Miejsca 33-64 |
| Marin Čilić Ivan Dodig | debel       |                                | Juan Sebastián Cabal Santiago Giraldo 6:3, 6:4 | Johan Brunström Robert Lindstedt 6:3, 6:2 | David Ferrer Feliciano López 4:6, 4:6 | → Nie awansowali | → Nie awansowali | Miejsca 5-8   |

### Wioślarstwo
Mężczyźni
| Zawodnik                                                | Konkurencja | Eliminacje | Eliminacje | Repesaż | Repesaż | Ćwierćfinały | Ćwierćfinały | Półfinały C/D | Półfinały C/D | Półfinały A/B | Półfinały A/B | Finał C/D | Finał C/D   | Finał A/B | Finał A/B   | Miejsce |
| Zawodnik                                                | Konkurencja | Czas       | M.         | Czas    | M.      | Czas         | M.           | Czas          | M.            | Czas          | M.            | Czas      | M.          | Czas      | M.          | Miejsce |
| ------------------------------------------------------- | ----------- | ---------- | ---------- | ------- | ------- | ------------ | ------------ | ------------- | ------------- | ------------- | ------------- | --------- | ----------- | --------- | ----------- | ------- |
| Mario Vekić                                             | M1x         | 7:02,63    | 2.         |         |         | 7:05,78      | 4.           | 7:33,51       | 1.            |               |               | 7:27,60   | 3.(finał C) |           |             | 15.     |
| David Šain Martin Sinković Damir Martin Valent Sinković | M4x         | 5:39,08    | 1.         |         |         |              |              |               |               | 6:03,39       | 1.            |           |             | 5:44,78   | 2.(finał A) | srebro  |

### Zapasy
Mężczyźni – styl klasyczny
| Zawodnik    | Konkurencja | Kwalifikacje     | 1/8              | Ćwierćfinał      | Półfinał         | Repesaż 1            | Repesaż 2        | Finał            | Finał   |
| Zawodnik    | Konkurencja | Przeciwnik Wynik | Przeciwnik Wynik | Przeciwnik Wynik | Przeciwnik Wynik | Przeciwnik Wynik     | Przeciwnik Wynik | Przeciwnik Wynik | Pozycja |
| ----------- | ----------- | ---------------- | ---------------- | ---------------- | ---------------- | -------------------- | ---------------- | ---------------- | ------- |
| Neven Žugaj | −74 kg      | Islam Talba 4-0  | Emin Əhmədov 0-5 |                  |                  |                      |                  |                  | 10.     |
| Nenad Žugaj | −84 kg      |                  | Karam Gaber 1-3  |                  |                  | Mélonin Noumonvi 0-3 |                  |                  | 14.     |

### Żeglarstwo
Kobiety
| Zawodnik                   | Konkurencja  | Wyścig | Wyścig | Wyścig | Wyścig | Wyścig | Wyścig | Wyścig | Wyścig | Wyścig | Wyścig | Wyścig | Punkty | Finałowa pozycja |
| Zawodnik                   | Konkurencja  | 1      | 2      | 3      | 4      | 5      | 6      | 7      | 8      | 9      | 10     | M*     | Punkty | Finałowa pozycja |
| -------------------------- | ------------ | ------ | ------ | ------ | ------ | ------ | ------ | ------ | ------ | ------ | ------ | ------ | ------ | ---------------- |
| Tina Mihelić               | Laser Radial | 14     | 12     | 22     | 25     | 17     | 25     | 14     | 13     | 14     | 17     |        | 148    | 17.              |
| Enia Ninčević Romana Župan | 470          | 4      | 16     | 13     | 11     | 20     | 11     | 8      | 19     | 19     | 14     |        | 115    | 17.              |

Mężczyźni
| Zawodnik                    | Konkurencja | Wyścig | Wyścig | Wyścig | Wyścig | Wyścig | Wyścig | Wyścig | Wyścig | Wyścig | Wyścig | Wyścig | Punkty | Finałowa pozycja |
| Zawodnik                    | Konkurencja | 1      | 2      | 3      | 4      | 5      | 6      | 7      | 8      | 9      | 10     | M*     | Punkty | Finałowa pozycja |
| --------------------------- | ----------- | ------ | ------ | ------ | ------ | ------ | ------ | ------ | ------ | ------ | ------ | ------ | ------ | ---------------- |
| Luka Mratović               | RS:X        | 24     | 19     | 26     | 20     | 22     | 11     | 14     | 16     | 18     | 36     |        | 170    | 21.              |
| Tonči Stipanović            | Laser       | 5      | 6      | 20     | 4      | 3      | 1      | 8      | 13     | 6      | 15     | 16     | 77     | 4.               |
| Ivan Kljaković Gašpić       | Finn        | 3      | 3      | 7      | 9      | 5      | 6      | 3      | 7      | 4      | 10     | 8      | 55     | 5.               |
| Marin Lovrović Dan Lovrović | Star        | 8      | 12     | 16     | 15     | 14     | 13     | 12     | 15     | 12     | 15     |        | 116    | 16.              |

Open
| Zawodnik                 | Konkurencja | Wyścig | Wyścig | Wyścig | Wyścig | Wyścig | Wyścig | Wyścig | Wyścig | Wyścig | Wyścig | Wyścig | Wyścig | Wyścig | Wyścig | Wyścig | Wyścig | Punkty | Finałowa pozycja |
| Zawodnik                 | Konkurencja | 1      | 2      | 3      | 4      | 5      | 6      | 7      | 8      | 9      | 10     | 11     | 12     | 13     | 14     | 15     | M*     | Punkty | Finałowa pozycja |
| ------------------------ | ----------- | ------ | ------ | ------ | ------ | ------ | ------ | ------ | ------ | ------ | ------ | ------ | ------ | ------ | ------ | ------ | ------ | ------ | ---------------- |
| Pavle Kostov Petar Cupać | 49er        | 13     | 17     | 8      | 15     | 13     | 14     | 17     | 4      | 19     | 15     | 17     | 3      | 14     | 12     | 19     |        | 181    | 17.              |

M = Wyścig medalowy